# Ludwik Jakub Chomiński
Ludwik Jakub Chomiński herbu Lis  (zm. 23 lipca 1739) – pisarz wielki litewski w 1737 roku, marszałek oszmiański w latach 1713–1728, koniuszy oszmiański w latach 1698–1701, starosta oszmiański w 1728 i 1739 roku, starosta hubski.
Jako poseł powiatu oszmiańskiego był uczestnikiem Walnej Rady Warszawskiej 1710 roku. Był posłem powiatu oszmiańskiego na sejm 1720 roku, sejm 1729 roku, sejm 1730 roku, sejm 1732 roku i sejm nadzwyczajny pacyfikacyjny 1736 roku.
Syn Konstantego Jana i Konstancji z Wereszczaków. Brat chorążego oszmiańskiego, Hilarego Chomińskiego, ożenionego z Anną z Kopciów, córką pisarza wielkiego litewskiego Michała Antoniego Kopcia i Anny z Naramowskich. Stryj wojewody mścisławskiego Franciszka Ksawerego Chomińskiego, Ignacego Chomińskiego i biskupa sufragana żmudzkiego Michała Chomińskiego.
Poślubił Annę z Koziełł-Poklewskich, córkę chorążego oszmiańskiego i starosty dzisneńskiego Jerzego Michała i marszałkówny Konstancji z Kociełłów (córki Samuela Hieronima Kociełła). Z Anną miał dzieci:
- Barbarę I v. za starostą markowskim Kazimierzem Kociełłem II v. za kasztelanem inflanckim Janem Justynianem Niemirowiczem Szczyttem
- Konstancję I v. za starostą wielatyckim Michałem Chłusowiczem II v. za starostą stokliskim Michałem Antonim ks. Ogińskim (synem starosty mścisławskiego Leona Kazimierza ks. Ogińskiego)
- Helenę za Hieronimem Żabą
- Benedykta[1][8][9].